# John Lie A Fo
John Lie A Fo (Paramaribo, 15 juni 1945) is een Surinaamse beeldend kunstenaar. Hij heeft een Chinees-Surinaamse familienaam. Hij werkt in Frans-Guyana. Hij schildert, maakt grafisch werk, sculpturen en gebruikt daarbij thema's uit de Surinaamse jungle.
In de jaren zestig werkt hij als muzikant in verschillende Europese landen. Lie A Fo volgt een kunstopleiding aan de Koninklijke Academie voor Schone Kunsten te Antwerpen en de Vrije Academie Den Haag.
In 1974 wordt hij toegelaten tot de BKR (de Beeldende Kunstenaars Regeling), zodat hij zich volledig aan de kunst kan wijden.
In 1979 vestigt Lie A Fo zich in Suriname. Na de decembermoorden keert hij terug naar Den Haag. Vanaf de eerste helft van de jaren 80 is er veel belangstelling voor zijn grafische werk en volgen diverse tentoonstellingen.
In december 1983 verhuist hij naar Frans Guyana, een buurland van Suriname, maar met dezelfde natuurlijke omgeving die in zijn werk kan worden teruggevonden. Hij keert regelmatig terug naar Den Haag om er te werken. Zijn werk wordt overal in Nederland tentoongesteld. 
Tot op de dag van vandaag is Lie-A-Fo zeer actief in het maken van kunst. Dit doet hij vanuit zijn woonplaats in Frans Guyana waar de natuur nog altijd een groot inspiratiebron voor hem is. Daarnaast maakt hij veel maatschappelijk geëngageerde schilderijen, sculpturen en collages. 

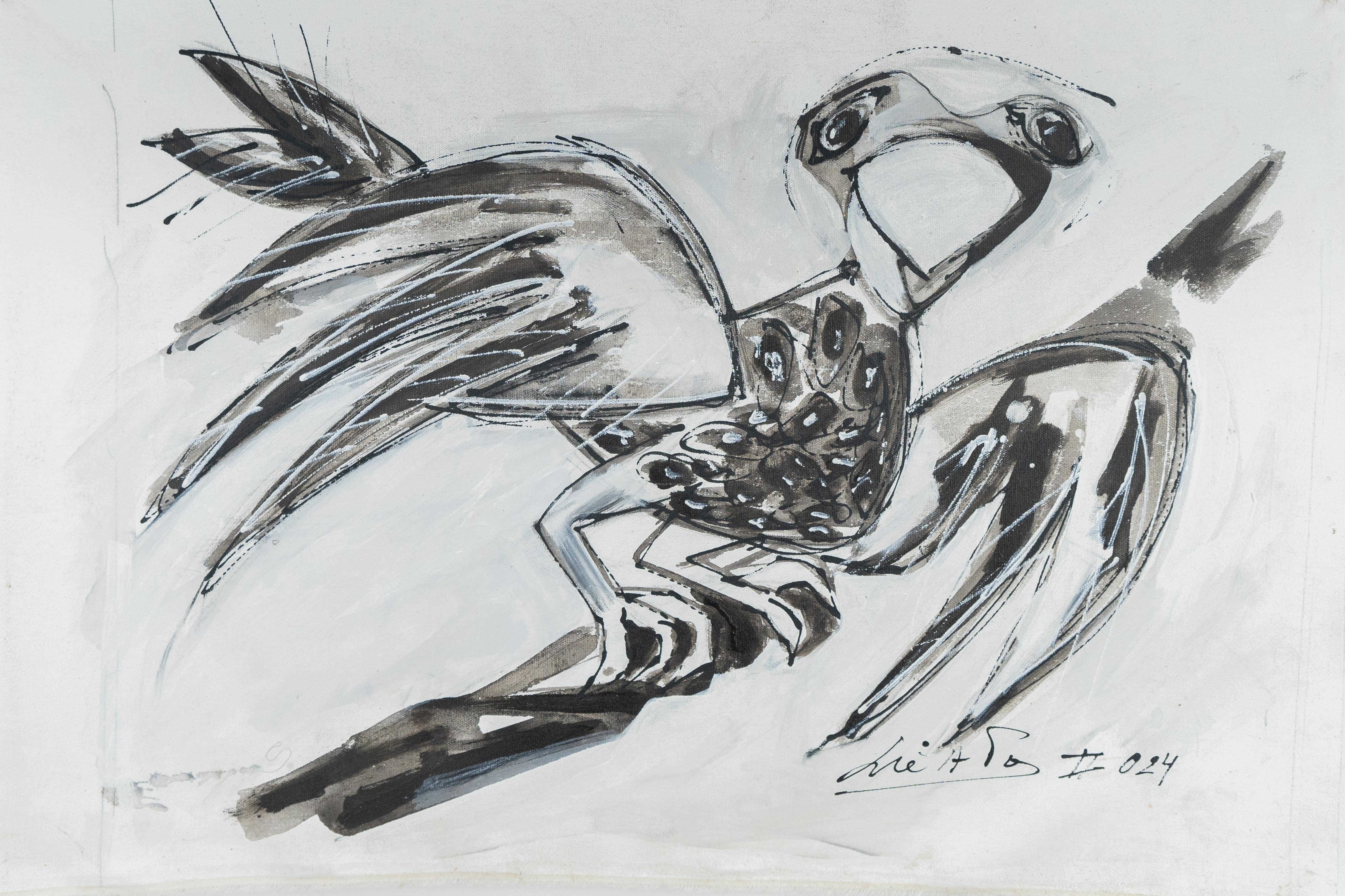
Acrylic painting on canvas

## Opdrachten (selectie)
John Lie-A-Fo werkt regelmatig in opdracht. Zo kreeg hij in 1990 de opdracht om de poster te ontwerpen voor het bekende North Sea Jazz Festival, en kreeg in 1991 een opdracht voor het ministerie van Binnenlandse zaken. 
- 1990 North Sea Jazz Festival, ontwerp affiche, grafiekopdracht
- 1991 Ministerie van Binnenlandse Zaken, grafiekopdracht
- 1991 Unicef Nederland, grafiekopdracht
- 1991 Stichting Faja Lobi Art, grafiekopdracht

- 1992 Living Stone Press, grafiekopdracht
- 1993 Grafiekwinkel Inkt, grafiekopdracht
- 1993 Living Stone Press, grafiekopdracht
- 1993 Ivory Arts i.s.m. Living Stone Press, grafiekopdracht
- 1993 Stichting Faja Lobi Art, grafiekopdracht
- 1994 Grafiekwinkel Inkt, grafiekopdracht

## Solo-exposities
De uiteenlopende kunstwerken van Lie-A-Fo zijn zeker niet onopgemerkt gebleven. In veel verschillende landen heeft John Lie-A-Fo zijn werk mogen exposeren in solo-tentoonstellingen. 

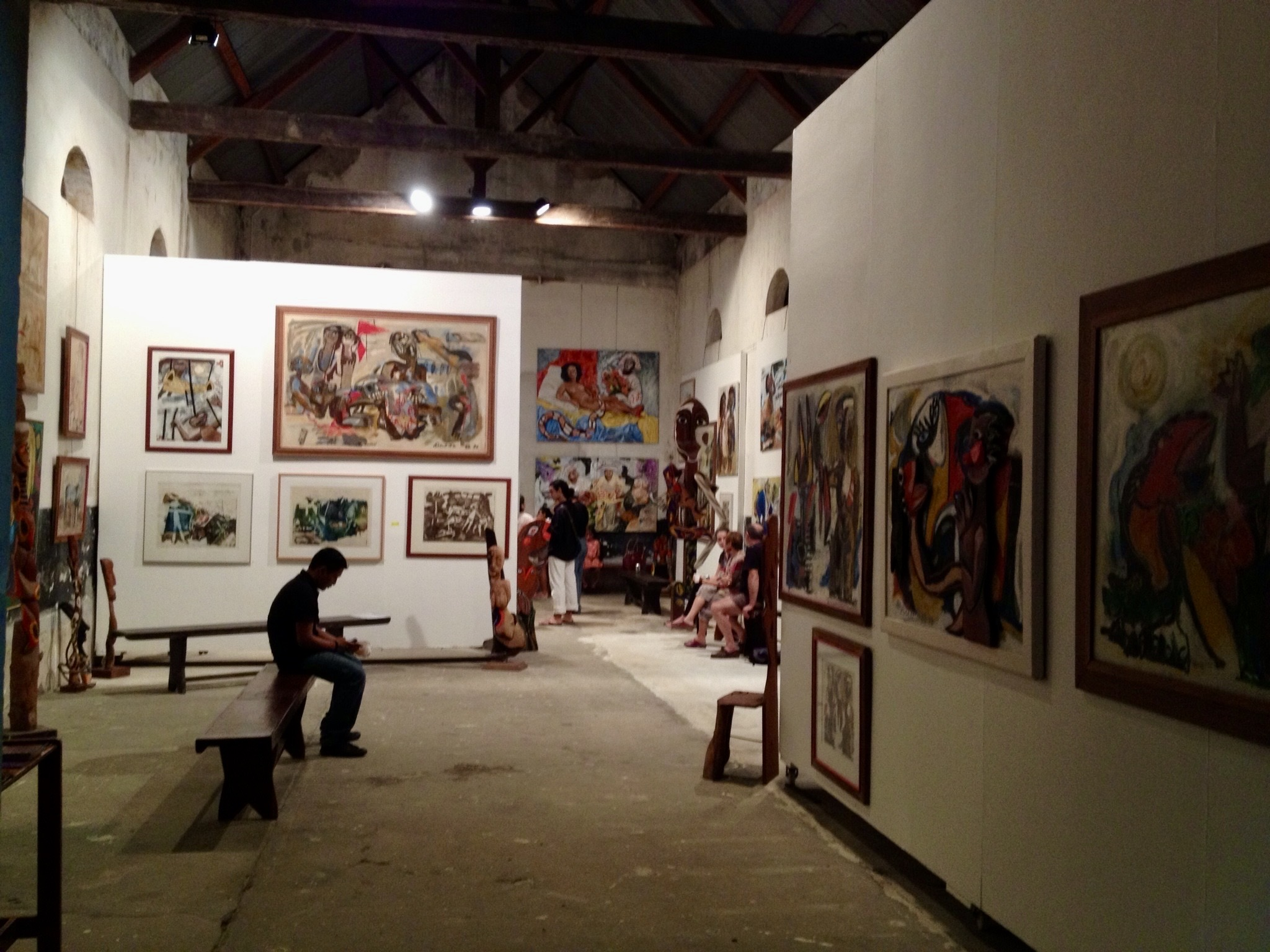
Photo of exposition in Saint-Laurent

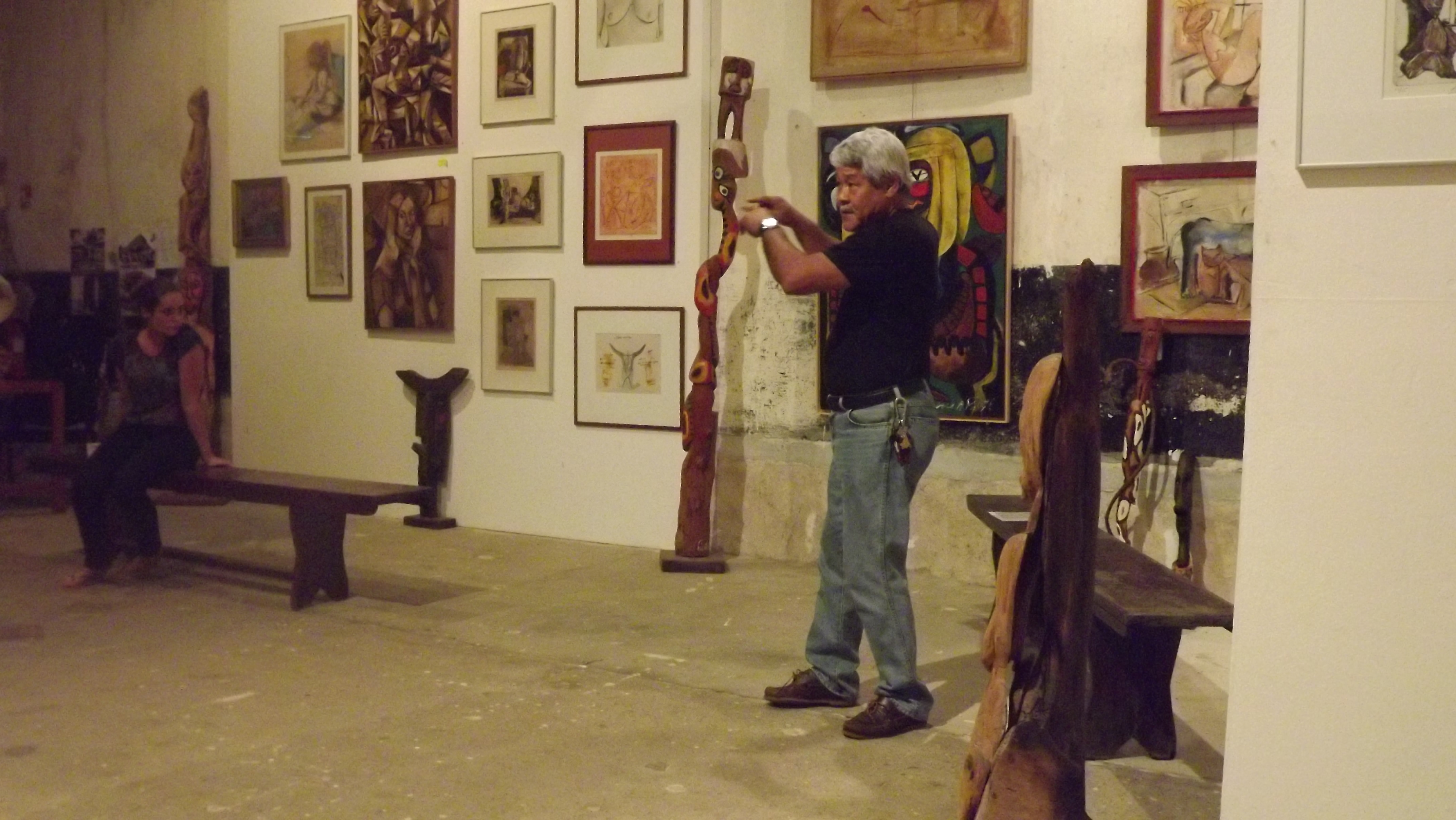
Photo of John Lie-A-Fo during exposition in Saint Laurent

- 1974 Galerie Srefidensie, Amsterdam
- 1975 Museum Fort Zeelandia, Paramaribo, Suriname
- 1976 Societeit B. S. het Park, Paramaribo, Suriname
- 1983 Hotel Krasnapolski, Paramaribo, Suriname
- 1983 Galerie Srefidensie, Amsterdam
- 1985 Grafiekwinkel Inkt. Den Haag
- 1985 Institute for Social Studies, Den Haag
- 1985 Galerie Ghaster, Hamme-Gent, België
- 1986 Galerie De Wiemelink, Doetinchem
- 1987 Musée Fort Fleur d'epée, Guadeloupe
- 1988 Galerie de Verbeelding, Nijmegen
- 1998 Galerie Raster, Utrecht
- 1988 Galerie Grafiker, Haarlem
- 1989 Grafiekwinkel Inkt, Den Haag
- 1989 Galerie Kunst+, Rotterdam
- 1989 Galerie De Sluis, Leidschendam
- 1990 Galerie de Verbeelding, Nijmegen
- 1990 Galerie Grafiker, Haarlem
- 1990 Musée Fort Fleur d'epée, Guadeloupe
- 1990 Musée Schoelcher, Basse-Terre, Guadeloupe
- 1990 Galerie Van Dijk, Den Haag
- 1991 Galerie Cirkel, Almere
- 1991 Grafiekwinkel Inkt, Den Haag (presentatie boek "Fodoe Posoe")
- 1991 Galerie Anne Pierre, Kourou, Frans Guyana
- 1991 Galerie ARDEC, Cayenne, Frans Guyana (catalogus) 1992 Galerie Hofman & Van der Zee, Alphen a/d Rijn 1992 Galerie Famke van der Kooi, Zoelen

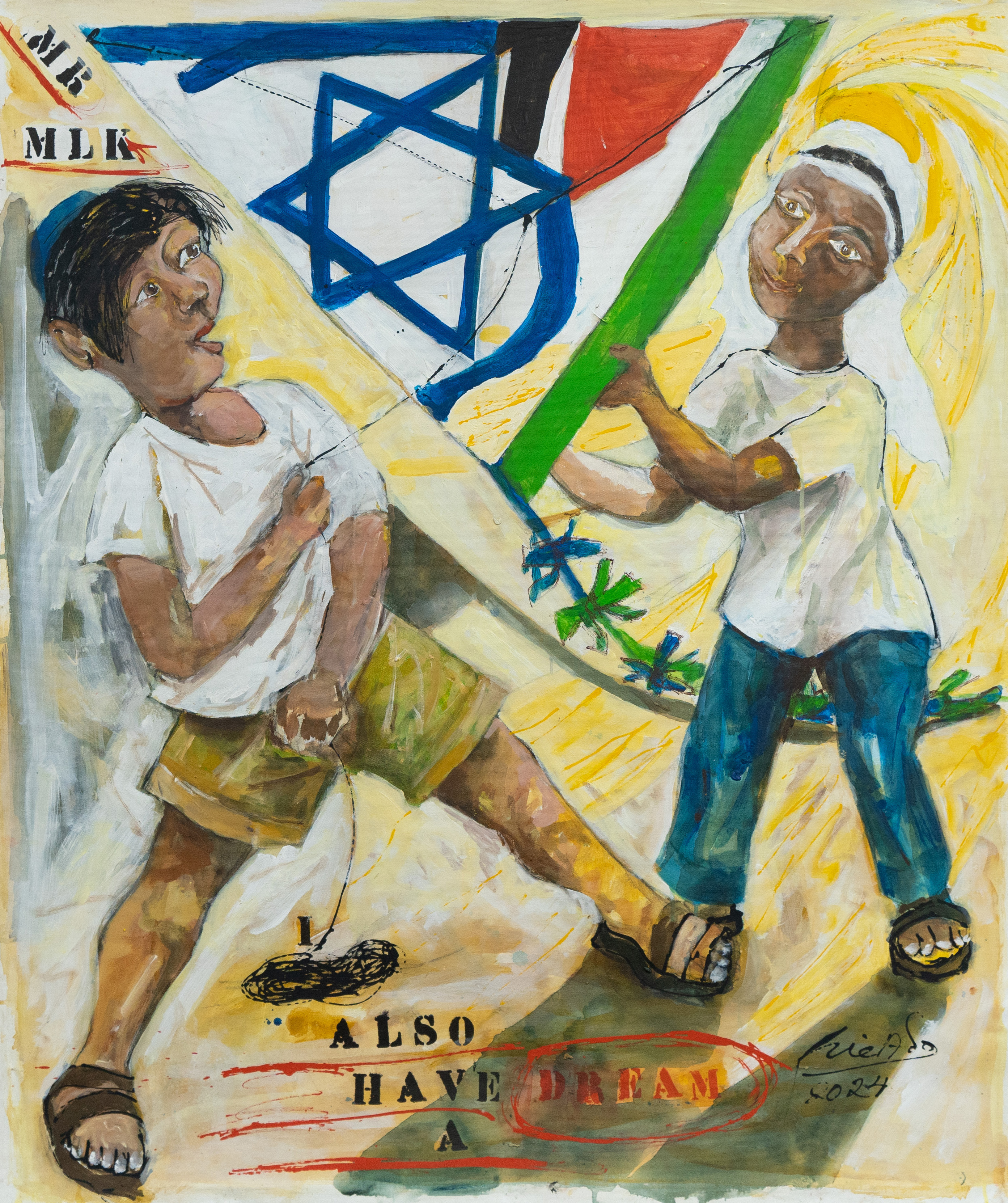
Acrylic painting on canvas John Lie-A-Fo

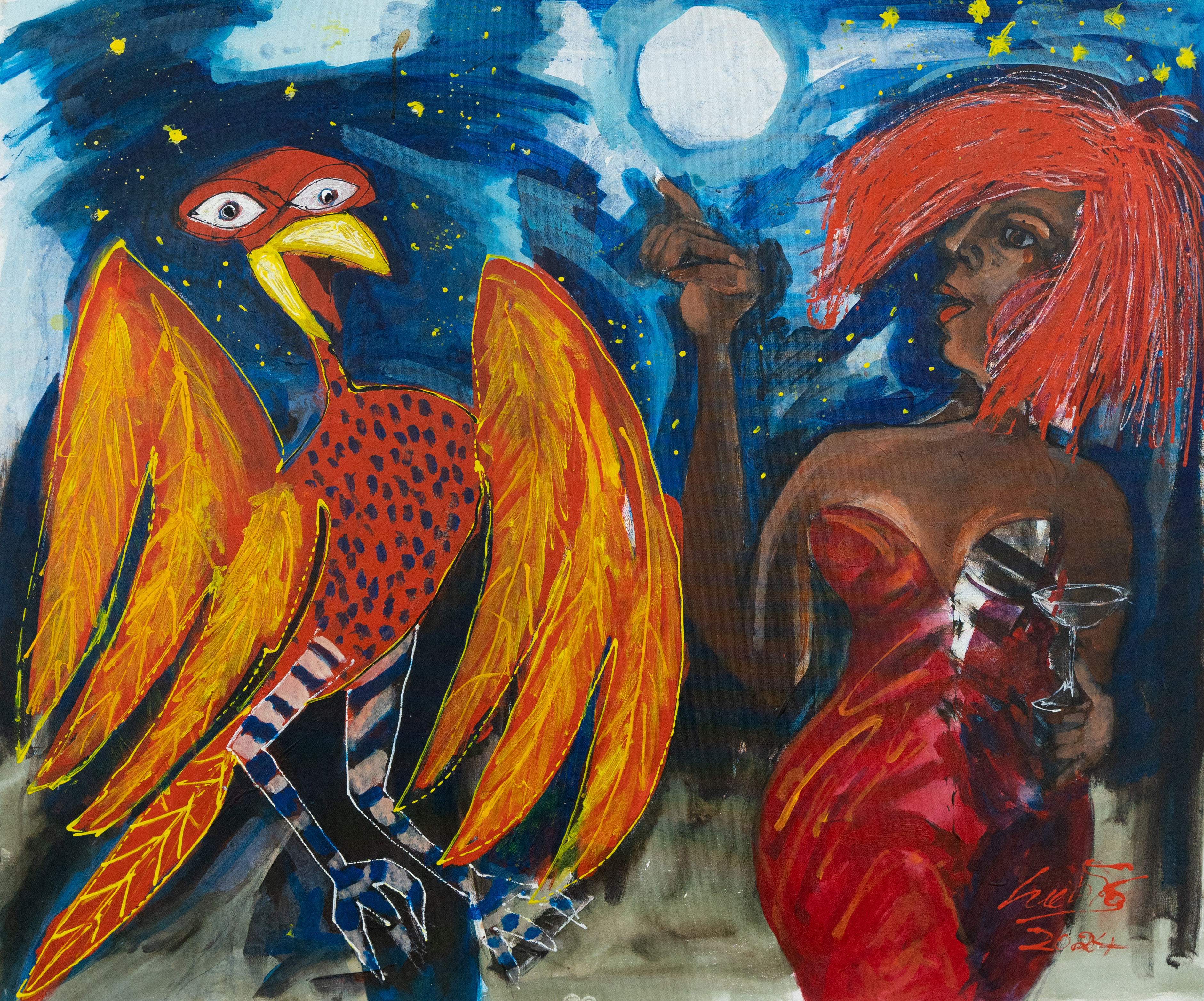
Acrylic Painting on canvas John Lie-A-Fo

- 1992 Gallery Interart, Heeschwijk Dinther
- 1993 Galerie Anne Pierre, Kourou, Frans Guyana
- 1994 Museum voor Volkenkunde, Rotterdam
- 1994 Galerie Hofman & Van der Zee, Alphen a/d Rijn 1994 Galerie Anne Pierre, Kourou, Frans Guyana
- 1994 Grafiekwinkel Inkt, Den Haag